# 島津以久
島津 以久（しまづ もちひさ）は、戦国時代から江戸時代初期にかけての武将、大名。日向国佐土原藩初代藩主。初名は幸久（ゆきひさ）、次いで同音で征久とした。なお、以久（もちひさ）を「ゆきひさ」と読むのは旧名からきた誤読。

## 生涯
天文19年（1550年）、薩摩国永吉にて島津忠将の子として生まれた。父忠将が永禄4年（1561年）に戦死した後は、島津家当主の伯父・島津貴久、従兄・義久に養育される。
永禄8年（1565年）、大隅国帖佐郷を与えられ、長じて父の所領であった大隅の要衝清水城に襲封された。
天正元年（1573年）、島津義弘に従って父を戦死させた肝付氏を攻め、翌年肝付氏が降伏した。

天正6年（1578年）11月、日向国高城にて大友勢との戦いの時、以久は自ら敵陣に駆け入って奮戦し、これが切っ掛けになって島津勢が勝利したので、以久が第一の軍功として認められた。
天正15年（1587年）の豊臣秀吉の九州の役に島津氏が敗北すると領地の再編があり、琉球貿易の独占を目指した義久は、種子島氏を薩摩の知覧に移した。これに伴って、天正19年（1591年）、以久は種子島・屋久島・口永良部島一万石を領することになる。
文禄元年（1592年）、義弘に従って朝鮮へ渡るが、翌年帰国した。
慶長2年（1597年）、清水から種子島へ移った。関ヶ原の戦い直前の慶長4年（1599年）3月5日に大隅・垂水11687石を義弘より賜り、種子島から垂水に移った。

### 佐土原藩主
慶長5年（1600年）、関ヶ原の戦いで島津氏は西軍に付いて島津豊久が戦死している（島津の退き口）。その後、家康と島津氏の関ヶ原の戦いの戦後交渉の中で、豊久の旧領である日向国那珂郡佐土原3万石が以久に与えられ、慶長8年（1603年）、日向佐土原藩の初代藩主となった。長男・彰久は文禄の役の際に朝鮮で病没していたため、垂水は彰久の子の島津久信（忠仍）に譲った。
慶長13年（1608年）の駿府城普請を助けた功で、賞誉の御書を受ける。
慶長15年（1610年）、丹波国篠山城の普請のために京都に赴き、上洛中に没した。享年61。法名は照譽崇恕高月院。京都四条寺町の大雲院に葬られたが、この時住職に世話になったことから、佐土原藩島津氏は曹洞宗から浄土宗に宗旨替えする。
長男・彰久は朝鮮の役の際に病没、次男・入来院重時は養子に出ており、跡を三男・忠興が継いだ。以後、長男・彰久の子孫は垂水島津家として、三男・忠興の子孫は佐土原藩主島津家として続いていくことになった。

## 系譜
父母
- 島津忠将（父）
- 佐多忠成の娘（母）

妻子
- 正室：池上 - 北郷時久の長女後に離縁
  - 長男：島津彰久
  - 次男：入来院重時[6]
- 側室：原氏
  - 長女[2] - 北郷忠能室
- 継室/側室：松木氏
  - 三男：島津忠興
- 側室：岩本氏
  - 次女：女児